# Simon Bauer

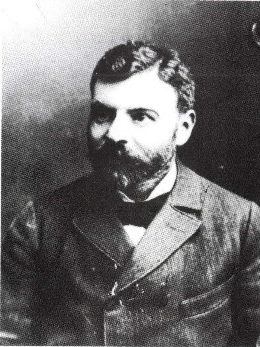
Simon Bauer (undatiert)

Simon Bauer (geboren 21. April 1851 in Pest, Kaisertum Österreich; gestorben 18. Juli 1897 in Lőcse, Österreich-Ungarn) war ein ungarischer Philologe. 

## Leben
Simon Bauer war ein Sohn von Ábrahám Bauer und Netti Fischer. Er besuchte in Pest das Gymnasium und studierte Germanistik an der Wiener Universität, in Berlin, Straßburg und Paris. 1874 legte er das Lehrerexamen in Pest ab und wurde in Szeged Gymnasiallehrer. Bauer schloss sich den Freimaurern an. 1890 wurde er an das Gymnasium in Lőcse strafversetzt.
Bauer schrieb für verschiedene Zeitschriften. Er übersetzte mehrere Dramen von Goethe, Schiller und Molière ins Ungarische sowie philosophische Schriften von Leibniz und war korrespondierendes Mitglied der Ungarischen Akademie der Wissenschaften. Bauer war mit Eugénia Lévy verheiratet, unter ihren Kindern taten sich der Schriftsteller Béla Balázs (1884–1949), die Schriftstellerin Hilda Bauer (1887–1965) und der Biologe Ervin Bauer (1890–1938) hervor.